# Divizia 18 Infanterie (1919-1920)
Divizia 18 Infanterie, cunoscută și ca Divizia 18 ardeleană sau ca Divizia 18 Infanterie ardeleană a fost o mare unitate de infanterie, de nivel tactic, din Armata României, care a participat la acțiunile militare postbelice, din perioada 1918-1920. După ce a fost mai întâi în Rezerva generală a Comandamentului Trupelor din Transilvania, a intrat în compunerea Grupului de Sud.

## Compunerea de luptă
În perioada campaniei din 1919, brigada a avut următoarea compunere de luptă.
- A fost comandată de generalul Dănilă Papp
- L-a avut ca șef de stat-major pe locotenent-colonelul Iosif Iacobici

| 15 aprilie-1 mai 1919 - Brigada 45 Infanterie - colonel Nicolae Mihăilescu. - Regimentul 89 Infanterie - locotenent-colonel Bentea Pomp - Batalionul I- maior Ovsnaiki Francisc - Batalionul II- maior Zernoveanu V. - Batalionul III- căpitan Linder Const. - Regimentul 90 Infanterie - colonel Radeș Gh. - Batalionul I- căpitan Voina V. - Batalionul II- maior Andrea P. - Batalionul III- căpitan Graef Robert - Brigada 46 Infanterie - colonel Rafael Mărculescu - Regimentul 91 Infanterie - locotenent-colonel Grienberger Hugo - Batalionul I- maior Boldea Gr. - Batalionul II- maior Coliban M. - Batalionul III-căpitan Stokhammer R. - Regimentul 92 Infanterie - locontenent-colonel Cernăuțeanu T. - Batalionul I- maior Lissai Iulies - Batalionul II- maior Weber Iulius - Batalionul III- căpitan Edmond de Brunn - Batalionul 18 Vânători- maior Savu Cornel | Iulie 1919 - Regimentul 18 Vânători - Brigada 45 Infanterie - Comandant - colonel Ioan Marcovici - Regimentul 89 Infanterie - Regimentul 90 Infanterie - Brigada 46 Infanterie - Comandant - colonel Pascu - Regimentul 91 Infanterie - Regimentul 92 Infanterie - Brigada 18 Artilerie - Comandant - colonel Simion Marcovici - Regimentul 35 Artilerie - Divizionul I/Regimentul 36 Obuziere - Escadronul II/Regimentul 1 Călărași - Brigada 11 Artilerie - Comandant - colonel Anania Brădeanu (Atașată operativ) - Regimentul 21 Artilerie - Divizionul I/Regimentul 26/1 Obuziere |